# JS Vieux-Habitants
El JS Vieux-Habitants es un equipo de fútbol de Guadalupe que juega en la Promoción Regional de Guadalupe, la segunda categoría de fútbol en el país.

## Historia
Fue fundado en el año 1948 en la ciudad de Vieux-Habitants con el nombre Ideal Club, y es el único club de fútbol de la ciudad de ha jugado en la División de Honor de Guadalupe, liga en la que jugaron por primera vez en la temporada 2005/06 luego de lograr el ascenso la temporada anterior.
El club ganó dos veces el título de liga y permaneció en la máxima categoría hasta la temporada 2013/14 luego de descender.

## Palmarés
- División de Honor de Guadalupe: 2[4]

2005/06, 2009/10